# Shrewsbury (Schiff, 1758)
Die Shrewsbury war ein 74-Kanonen-Linienschiff des 3. Ranges der Dublin-Klasse der britischen Marine, das zwischen 1758 und 1783 in Dienst stand. 

## Geschichte
Die spätere Shrewsbury wurde am 28. Oktober 1755  bestellt. Das Schiff wurde unter der Bauaufsicht von John Wells auf einer Werft in Deptford (London) am 14. Januar 1756 auf Kiel gelegt und lief am 23. Februar 1758 vom Stapel.
Das Schiff wurde am 7. März 1758 durch Captain Hugh Palliser offiziell in Dienst gestellt. Während des Siebenjährigen Kriegs gehörte das Schiff zum Verband von Admiral George Anson im Ärmelkanal und zerstörte und eroberte einige französische Schiffe vor Brest. Am 13. September 1759 war die Besatzung des Schiffs an der Eroberung Québecs beteiligt. 1760 wurde das Schiff ins Mittelmeer verlegt, wo man weitere französische Schiffe aufbrachte. 1762 wurde das Schiff nach Neufundland entsendet, um die Rückeroberung von St. John’s zu unterstützen. Als die Shrewsbury zusammen mit drei weiteren Schiffen eintraf, war die Stadt bereits eingenommen worden.
1777 wurde Captain John Lockhart-Ross Kommandant der Shrewsbury. Im folgenden Jahr unterstützte er Admiral Augustus Keppel in der Schlacht bei Ouessant. Ab März 1779 kommandierte Captain Mark Robinson das Schiff und nahm am 8. Januar 1780 am Gefecht mit Spanien, am 17. April 1780 an der Schlacht von Martinique und am 29. April 1781 an der Seeschlacht von Fort Royal teil. Am 5. September 1781 in der Seeschlacht vor der Chesapeake Bay wurde die Shrewsbury stark beschädigt, verlor ihren Hauptmast und fiel aus der Linie. Der erste Lieutenant und 13 weitere Besatzungsmitglieder kamen ums Leben. 52 Mann wurden verletzt, darunter auch der Kapitän Mark Robinson, der durch eine Kanonenkugel einen Fuß verlor. Nach der Schlacht begab sich die britische Flotte zur Reparatur nach New York.
Im Januar 1782 übernahm Captain John Knight das Kommando über die Shrewsbury. Nachdem sie in Antigua repariert worden war, begleitete sie die Flotte von Rear Admiral Samuel Hood nach Nevis. Hier kam es am 25. und 26. Januar 1782 zur Seeschlacht von St. Kitts. Obwohl die Briten den Sieg davon trugen, wurde die Shrewsbury stark beschädigt verlor 3 Besatzungsmitglieder und 7 wurden verwundet. Am 13. Juni 1782 wurde das Schiff Captain Sir Isaac Coffin unterstellt. Da man die Lecks des Schiffs im Hafen von Port Royal auf Jamaika nicht reparieren konnte, wurde es Commander Charles Hotchkys unterstellt und diente nun als Gefängnisschiff. Weil die Pumpen ununterbrochen arbeiten mussten, um eingedrungenes Wasser zu entfernen, wurde das Schiff auf Befehl von Admiral Joshua Rowley endgültig aufgegeben.

## Liste der Kommandanten
| Nr. | Name                       | Beginn der Amtszeit | Ende der Amtszeit  |
| --- | -------------------------- | ------------------- | ------------------ |
| 1.  | Captain Hugh Palliser      | 7. Mai 1758         | 2. März 1763       |
| 2.  | Captain John Lockhart-Ross | 19. September 1777  | 29. Januar 1779    |
| 3.  | Captain Mark Robinson      | 11. Januar 1779     | 21. September 1781 |
| 4.  | Captain Samuel Reeve       | 29. Januar 1779     | 16. April 1779     |
| 5.  | Captain John Knight        | 21. September 1781  | 5. Februar 1782    |
| 6.  | Captain Issac Coffin       | 13. Juni 1782       | 1. Dezember 1782   |
| 7.  | Captain Charles Hotchkys   | 1. Dezember 1782    | 12. Juni 1783      |

## Bekannte Besatzungsmitglieder
- George Vandeput (?–1800), später Admiral of the Blue
- John Schank (1740–1828), später Admiral of the Blue
- Samuel James Ballard (1765–1829), später Vice-Admiral